# Шипперс, Томас
Томас Шипперс (англ. Thomas Schippers; 9 марта 1930, Каламазу, штат Мичиган — 16 декабря 1977, Нью-Йорк) — американский дирижёр.

## Биография
Родился в семье с нидерландскими корнями. С четырёх лет учился играть на фортепиано, в 13 лет поступил в Кёртисовский институт (в дальнейшем занимался также в Джульярдской школе и изучал композицию в Йельском университете под руководством Пауля Хиндемита). В 18 лет занял второе место на конкурсе молодых дирижёров, проведённом Филадельфийским оркестром. Дебютировал с оркестром Городской оперы Нью-Йорка в возрасте 21 года, а в 23 года впервые встал за пульт Ла Скала и стал постоянным дирижёром Метрополитен-опера.
Выступал со многими ведущими оркестрами мира, однако впервые формально встал во главе коллектива лишь в 1970 году, согласившись принять руководством Симфоническим оркестром Цинциннати. Весной 1976 года одновременно возглавил и Оркестр Национальной академии Санта-Чечилия в Риме, но успел выступить с ним лишь один раз. В том же году у Шипперса был диагностирован рак лёгких, он вынужден был оставить выступления и умер в возрасте 47 лет.

## Творчество
Многолетнее творческое содружество связывало Шипперса с композитором Джанкарло Менотти: Шипперс дирижировал премьерами ряда его сочинений, записал оперы Менотти «Медиум», «Амаль и ночные гости», «Святая с Бликер-стрит», «Консул», совместно с Менотти в 1958 году основал в итальянском городе Сполето Фестиваль двух миров (на первом фестивале, в частности, Шипперс дирижировал оперой Джузеппе Верди «Макбет» в постановке Лукино Висконти).
Шипперс гастролировал в разных странах (в том числе в СССР, 1959), в 1963 г. дирижировал «Нюрнбергскими мейстерзингерами» Рихарда Вагнера на Байройтском фестивале.

## Память
Памяти Шипперса посвящена пьеса Неда Рорема «Вспоминая Томми» (англ. Remembering Tommy; 1979), фактически концерт для виолончели и фортепиано с оркестром.